# Cantone di L'Isle-en-Dodon
Il Cantone di L'Isle-en-Dodon era una divisione amministrativa dell'Arrondissement di Saint-Gaudens.
A seguito della riforma approvata con decreto del 13 febbraio 2014, che ha avuto attuazione dopo le elezioni dipartimentali del 2015, è stato soppresso.

## Composizione
Comprendeva 24 comuni:
- Agassac
- Ambax
- Anan
- Boissède
- Castelgaillard
- Cazac
- Coueilles
- Fabas
- Frontignan-Savès
- Goudex
- L'Isle-en-Dodon
- Labastide-Paumès
- Lilhac
- Martisserre
- Mauvezin
- Mirambeau
- Molas
- Montbernard
- Montesquieu-Guittaut
- Puymaurin
- Riolas
- Saint-Frajou
- Saint-Laurent
- Salerm